# Pierre Jean François Turpin
Pierre Jean François Turpin, född 11 mars 1775, Vire, död 1 maj 1840 var en fransk botaniker och illustratör. Han anses vara en av de främsta blom- och botaniska illustratörerna under Napoleontiden och efteråt. Som konstnär var Turpin till stor del självlärd.
Auktorsnamnet Turpin kan användas för Pierre Jean François Turpin i samband med ett vetenskapligt namn inom botaniken; se Wikipediaartiklar som länkar till auktorsnamnet.